# Spielberghorn
Spielberghorn – szczyt w Alpach Kitzbühelskich, paśmie Alp Wschodnich. Leży w Austrii, na granicy między Tyrolem i Salzburgiem.